# 조미 (가수)
조미(본명: 주멱, 중국어 간체자: 周觅, 정체자: 周覓, 병음: Zhōu Mì, 1986년 4월 19일 ~ )는 슈퍼주니어의 유닛 슈퍼주니어-M의 멤버이다.

## 활동
슈퍼주니어-M에서 리드보컬을 담당하고 있으며 중화인민공화국 후베이성 우한시 출신이다. 2006년에 SM 엔터테인먼트 연습생으로 들어갔다. 그리고 2년 후인 2008년, 데뷔 전에 장리인의 중국 데뷔 쇼케이스 MC를 맡았으며 며칠 후, 슈퍼주니어-M 멤버로 중국에서 데뷔했다. 팬들 사이에서 긴 다리와 186cm라는 큰 키로 화제를 모았다.

### 작사 활동
조미는 슈퍼주니어-M의 데뷔 앨범이자 정규 1집 迷(Me) 앨범 수록곡 중 〈Love Song〉, 〈Marry U〉, 〈갈증〉등의 중국어 작사를 맡았다. 그리고 또한 슈퍼주니어-M의 미니앨범 1집인 SUPER GIRL의 수록곡 중 〈告白〉,〈愛情接力〉을 작사하기도 했다.

## 음반

### 솔로
- 迷(Me)
- SUPER GIRL
- 太完美 (Perfection)
- Break Down
- SWING
- Rewind
- What's Your Number?

## 출연작
- SBS 놀라운 대회 스타킹 게스트 (2009년 12월 19일 ~ 2009년 12월 26일)
- MBC MUSIC 우상본색 MC (2014년 3월 25일 ~ 2015년 4월 10일)
- SBS 슈퍼주니어M의 게스트하우스(2014년 10월 26일 ~ 2015년 1월 18일)
- SBS MTV 더 쇼 시즌4 MC (2014년 10월 28일 ~ 2015년 12월 6일)
- SBS MTV 더 쇼 시즌5 MC (2016년 2월 2일 ~ 2016년 8월 2일)

## 팬미팅

### E.L.F-JAPAN Presents ZHOUMI FANMEETING 2017
| 개최일                | 도시 | 국가 | 개최지    |
| --------------------- | ---- | ---- | --------- |
| 2017년 9월 30일 (1회) | 동경 | 일본 | 야마노 홀 |
| 2017년 9월 30일 (2회) | 동경 | 일본 | 야마노 홀 |

### E.L.F-JAPAN Presents ZHOUMI FANMEETING 2018
| 개최일                | 도시 | 국가 | 개최지          |
| --------------------- | ---- | ---- | --------------- |
| 2018년 2월 12일 (1회) | 대판 | 일본 | 마츠시타 IMP 홀 |
| 2018년 2월 12일 (2회) | 대판 | 일본 | 마츠시타 IMP 홀 |

### 2018 ZHOUMI FANMEETING [THE DAY with ZHOUMI]
| 개최일           | 도시 | 국가 | 개최지       |
| ---------------- | ---- | ---- | ------------ |
| 2018년 10월 28일 | 방콕 | 태국 | AT M THEATRE |

### E.L.F-JAPAN Presents ZHOUMI FANMEETING 2019
| 개최일               | 도시 | 국가 | 개최지    |
| -------------------- | ---- | ---- | --------- |
| 2019년 5월 6일 (1회) | 동경 | 일본 | 야마노 홀 |
| 2019년 5월 6일 (2회) | 동경 | 일본 | 야마노 홀 |

## 수상

### 가요 프로그램 1위
| 연도            | 수상 내역 (총 1회)                                                              |
| --------------- | ------------------------------------------------------------------------------- |
| 2014년 (총 1회) | - Rewind (총 1회) - 11월 18일 《THE SHOW: All About K-POP 시즌 4》 더 쇼 초이스 |